# 横須賀しょうぶ園
横須賀しょうぶ園（よこすかしょうぶえん）は、神奈川県横須賀市阿部倉にある市立の公園（庭園）。指定管理者の横須賀緑化造園協同組合が管理・運営をしている。面積は約3.8ha。
毎年5月から6月にかけて、約7,000m2の広大な菖蒲田に約14万株のハナショウブが咲く。菖蒲苑のほかにふじ苑やしゃくなげ苑、バラの庭園、灌漑に使われていたため池を整備したスイレン池などがあり、1年を通じて多様な花々を観賞できる。

## 交通・周辺施設
- 横須賀線（JR東日本）衣笠駅から京浜急行バス「しょうぶ園」下車。（衣笠駅からは徒歩30分ほど）
- 京浜急行電鉄本線汐入駅から京浜急行バス「池上中学」下車。徒歩15分。
- 園内に普通車90台、大型バス3台の駐車場がある。
- 大楠山ハイキングコース入口
- 平作川の源流
- 阿部倉温泉
- 池上神社
- 横須賀市営阿部倉アパート

## 公式サイト
- 横須賀しょうぶ園